# Fort National (Saint-Malo)

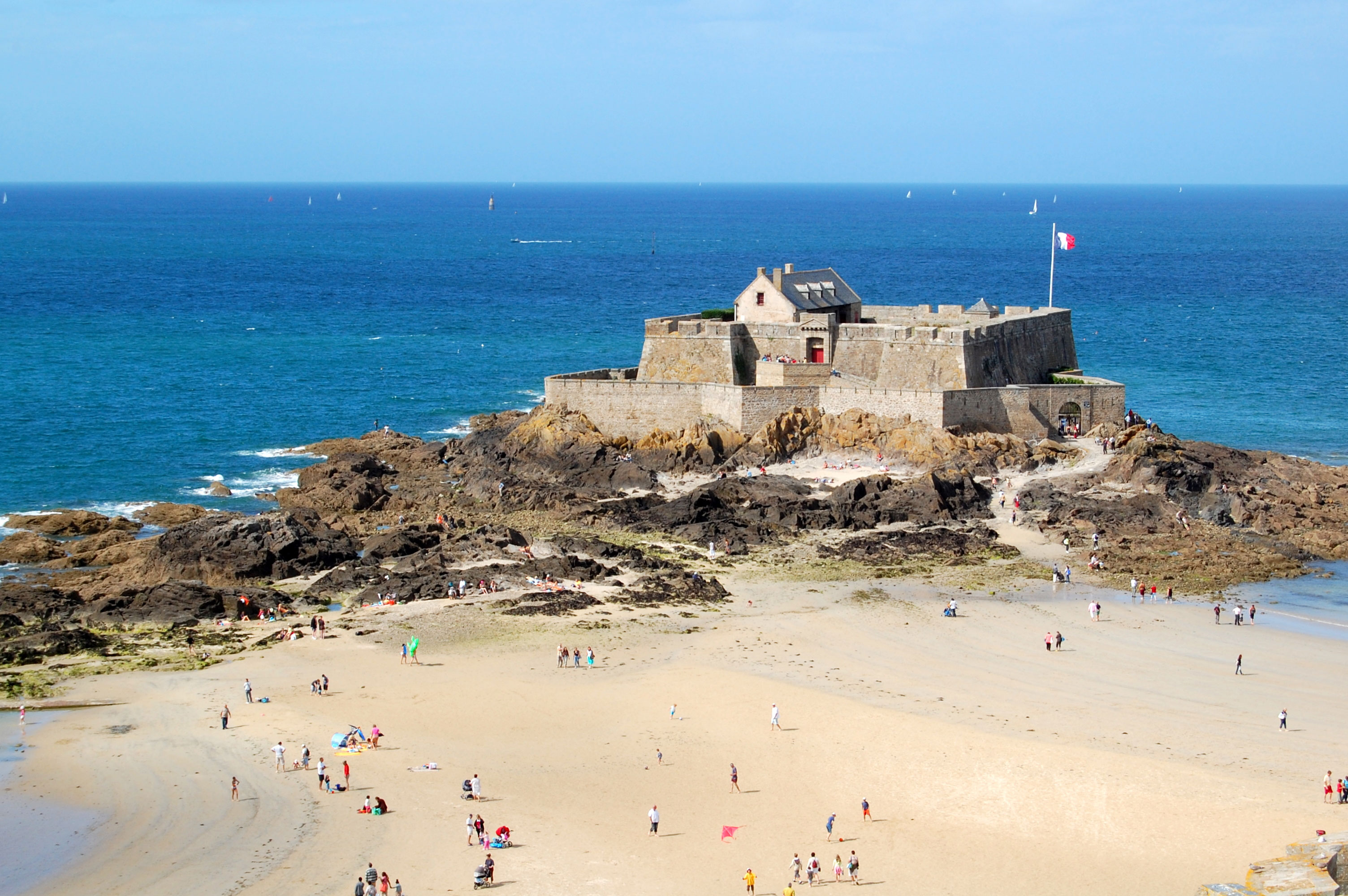
Saint-Malo: Fort National

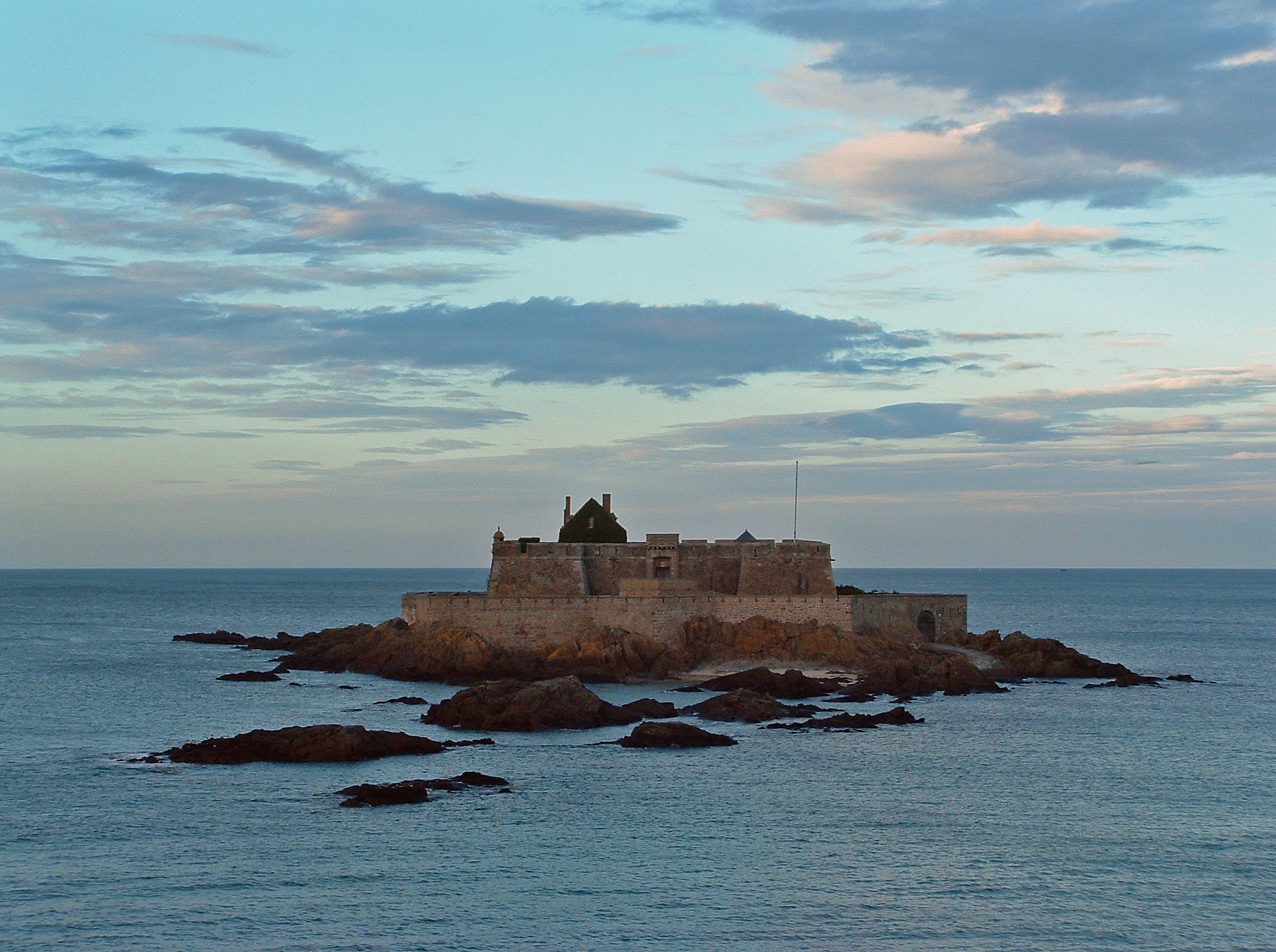
Fort National al tramonto

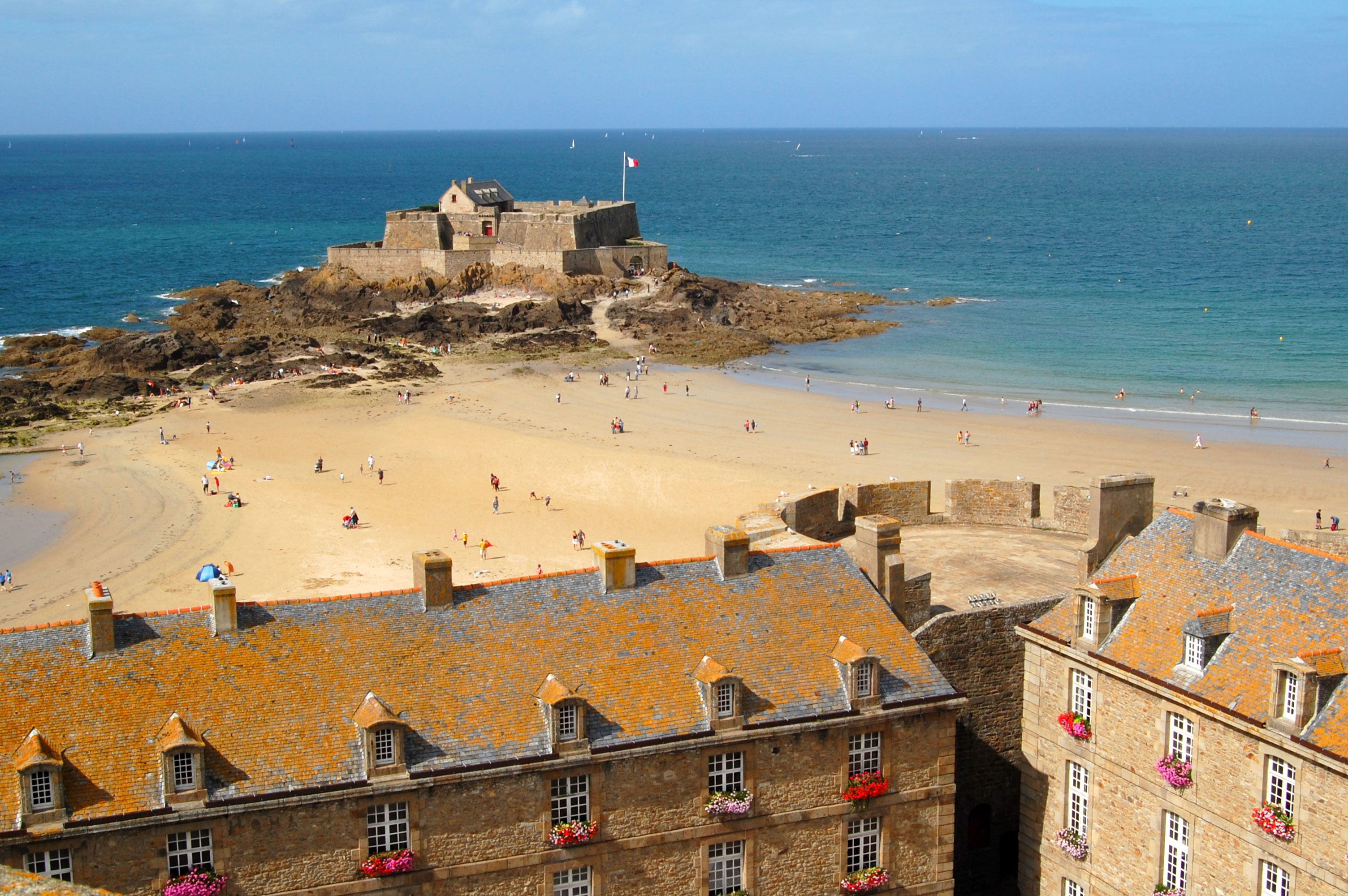
Fort National visto dal castello di Saint-Malo

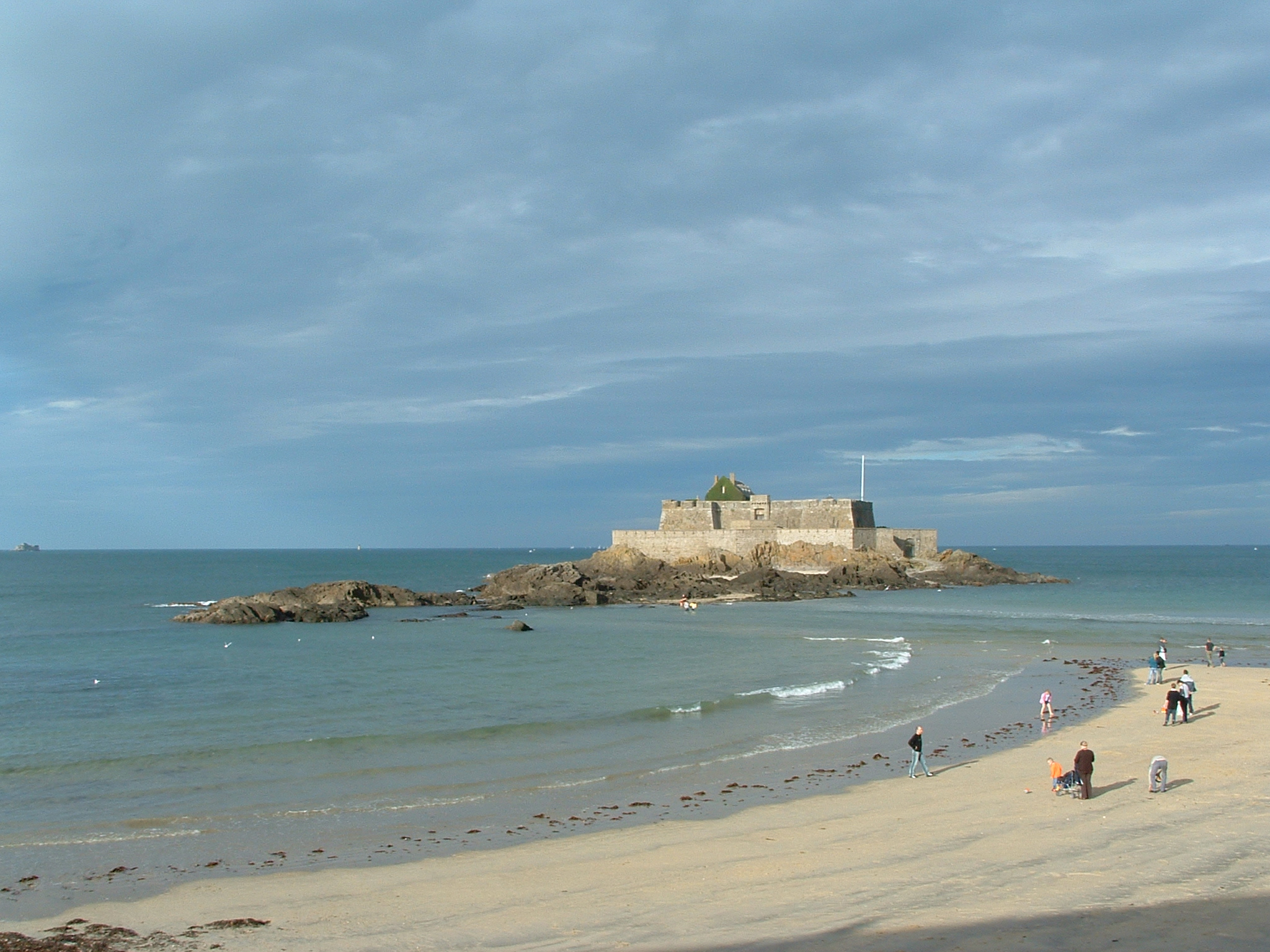
Fort National visto dalla spiaggia dell'Éventail

Il Fort National ("Forte Nazionale"), chiamato un tempo Fort Royal  ("Forte Reale") o Fort de l'Islet ("Forte dell'Isolotto") è un forte situato sul Rocher de l'Ilet, un isolotto al largo di Saint-Malo, in Bretagna (Francia nord-occidentale) e che fu costruito nel 1689 dall'ingegnere Siméon Garangeau su progetto dell'architetto militare Vauban e per volere di re Luigi XIV di Francia. È uno dei cinque forti costieri che proteggevano la Saint-Malo ed è il più grande dei tre forti che si trovano su altrettanti isolotti situati al largo della città.
L'edificio, di proprietà privata, ma aperto al pubblico, è classificato come monumento storico.

## Descrizione
Il Fort National si trova di fronte alla spiaggia dell'Éventail e alle mura settentrionali del castello di Saint-Malo.
L'edificio è costituito da un doppio muro di cinta: la prima delle due è formata da una stradina che serviva a proteggere la base dell'altra dagli attacchi dei cannoni nemici.
|  |

La vista dai bastioni del forte spazia dall'estuario della Rance alle isole Chausey. È raggiungibile a piedi con la bassa marea.

## Storia
La costruzione di un forte quadrangolare in un isolotto al largo di Saint-Malo fu proposta nel 1689 da Vauban a Garangeau, che si occupava delle fortificazioni cittadine.
Tra il 1693 e il 1695 il forte subì degli attacchi navali da parte degli inglesi. Così Garangeau decide di modificarne il lato settentrionale.
Il forte ha subito qualche piccolo danno nel corso della battaglia di Saint-Malo della seconda guerra mondiale, ma si è conservato pressoché intatto.
|  |